# 507-й парашутно-десантний полк (США)
507-й парашу́тно-деса́нтний полк армії США (англ. 507th Parachute Infantry Regiment (PIR) — військова частина повітряно-десантних військ США.
Пункт постійної дислокації — Форт Беннінг, Джорджія.